# 柯尼希施泰滕
柯尼希施泰滕是奥地利下奥地利州图尔恩县的一个市镇。总面积13.04平方公里，总人口1844人，人口密度141.4人/平方公里（2005年）。